# Wzgórzomózgowie
Wzgórzomózgowie (łac. thalamencephalon) – w anatomii człowieka najlepiej wykształcona część międzymózgowia. Dzieli się na wzgórze, zawzgórze i nadwzgórze. Stanowi 80% masy międzymózgowia.